# Gran Teatro Falla
Il Gran Teatro Falla è un teatro di Cadice in Spagna.

## Storia
La costruzione del teatro iniziò nel 1884, su progetto degli architetti Adolfo Morales de los Ríos e Adolfo del Castillo, sulle fondamenta del precedente Gran Teatro de Cádiz, un edificio in legno costruito nel 1871 e bruciato nel 1881. Nel 1886 il governo della città assunse la direzione dei lavori ma, a causa della mancanza di fondi, procedettero in modo intermittente tanto che il teatro fu completato solo nel 1905.
In origine il teatro era conosciuto con il nome di Gran Teatro ma nel 1926 venne intitolato al compositore Manuel de Falla, nativo di Cadice.

## Architettura
L'edificio è costruito in stile neomudéjar e presente una facciata principale in mattoni rossi e tre grandi portali d'ingresso con archi a ferro di cavallo, con cunei alternati rossi e bianchi. Da queste porte si accede ad un ampio vestibolo, ridisegnato negli anni '20 da cui salgono le scale fino alle gallerie sovrastanti a forma di "U". Il palco è largo 18 metri e profondo 25,50 metri. Il soffitto mostra un'allegoria del Paradiso.

## Eventi
Ogni febbraio il Gran Teatro Falla è la sede dei concorsi artistici del Carnevale di Cadice mentre, durante il resto dell'anno, ospita spettacoli di vario genere, come rappresentazioni teatrali e concerti.